# Zeina Abirached

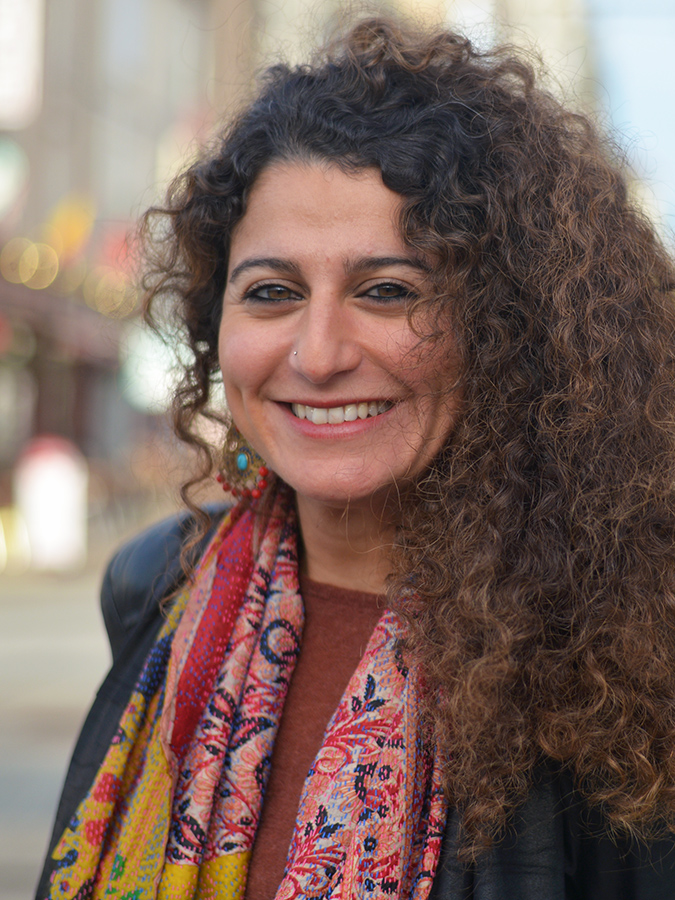
Portret van Zeina Abirached (2015)

Zeina Abirached (Beiroet, 1981) is een Libanese auteur van beeldromans. Ze groeide op in Beiroet tijdens de Libanese Burgeroorlog en studeerde aan de Académie libanaise des Beaux-Arts. Eind 2003 verhuisde ze naar Parijs, waar zij haar studies verderzette aan de Ecole Nationale Supérieure des Arts Décoratifs.
Beiroet tijdens de oorlogsjaren is een thema dat vaak terugkomt in het werk van Abirached. Onder andere in Zwaluwenspel: sterven weggaan en weer terugkomen (Oog & Blik, 2008) blikt zij terug op haar kinder- en tienerjaren in Beiroet. Le jeu des hirondelles: mourir partir revenir (Cambourakis, 2007) is voorlopig het enige werk van Abirached dat vertaald werd naar het Nederlands. Ander werk van haar hand is: Beyrouth Catharsis (Cambourakis, 2006), 38, rue Youssef Semaani (Cambourakis, 2006), Je me souviens Beyrouth (Cambourakis, 2008), Mouton (Cambourakis, 2012) en Le piano oriental (Casterman, 2015). 
Voor Le piano oriental ontving Abirached de prix Phénix de littérature. In november 2018 werd ze benoemd tot Chevalier in de Franse Ordre des Arts et des Lettres.
- Biblioteca Nacional de España: XX4748462
- Bibliothèque nationale de France: cb15096420w (data)
- Catàleg d'autoritats de noms i títols de Catalunya: 981058581187606706
- CiNii: DA18701504
- Gemeinsame Normdatei: 1033228494
- International Standard Name Identifier: 0000 0000 7778 5740
- Library of Congress Control Number: no2010049616
- Bibliotheek van het Japanse parlement: 001247578
- Nederlandse Thesaurus van Auteursnamen: 314633537
- Réseau des bibliothèques de Suisse occidentale: 02-A013761457
- Système universitaire de documentation: 122300823
- Virtual International Authority File: 2763669
- WorldCat: E39PBJyRtjrgmRbPgWQkRBpF8C